# Bellator 155
Bellator 155: Carvalho vs. Manhoef foi um evento de MMA ocorrido em 20 de maio de 2016, no CenturyLink Arena, em Boise, Idaho. Nos Estados Unidos, o evento foi transmitido ao vivo em horário nobre na Spike TV. No Brasil, a Fox Sports Brasil transmitiu o card principal ao vivo.

## Background
O evento foi encabeçado por uma luta entre Rafael Carvalho e Melvin Manhoef, pelo Cinturão Peso Médio do Bellator.
Carvalho foi umas das maiores surpresas de 2015, quando nocauteou Brandon Halsey com um pontapé no corpo no segundo round para conquistar o título Peso Médio, no Bellator 144, em outubro passado. O brasileiro perdeu na sua estreia no MMA em 2011, sendo essa sua única derrota profissionalmente, e nocauteou 10 de seus últimos 12 adversários.
Manhoef ganhou sua chance pelo cinturão nocauteando Hisaki Kato no primeiro round, no Bellator 146.
Rafael Carvalho fará a sua primeira defesa do Cinturão Peso Médio do Bellator.
O evento co-principal será entre o ex-Campeão Peso Pena do Bellator, Pat Curran, e o ex-Campeão Peso Pena do WSOF, Georgi Karakhanyan.
Este evento foi programado para coroar a Campeã Inaugural dos Penas Femininos do Bellator, em uma luta entre Marloes Coenen e Julia Budd. No entanto, Budd lesionou-se, e foi substituída por Alexis Dufresne tornando, assim, a luta não-válida pelo título.
A luta preliminar entre Ricky Steele e Eric Cronkhite foi cancelada, após Cronkhite ficar 9 libras (4 kg) acima do peso.

## Card Oficial
Nota 1 Pelo Cinturão Peso Médio do Bellator.

## Ligações Externas
1. ↑  Nota 1